# Planetetherium
Planetetherium is een monotypisch geslacht van uitgestorven zoogdieren uit de orde Dermoptera (huidvliegers), dat endemisch was in Noord-Amerika tijdens het Paleogeen en leefde van 56,8 tot 55,4 miljoen jaar geleden, en ongeveer 1,4 miljoen jaar oud was. De enige soort Planetetherium mirabile leefde tijdens het Clarkforkian (eind Paleoceen).
Net als de hedendaagse vliegende katten had dit dier een zweefhuid en snijtanden met voorwaarts uitstekende kam, die waarschijnlijk werden gebruikt bij de vachtverzorging.
Fossielen zijn bekend van uit cipresmoerasbos ontstane steenkoollagen in Montana en Wyoming.

## Morfologie
Plantetherium was ongeveer 25 centimeter lang met een gewicht van circa 2 kg en zijn skelet leek sterk op dat van zijn moderne verwanten. Zijn tanden hadden al de kamachtige structuur die kenmerkend is voor moderne vliegende katten. Er is geen direct bewijs dat Planetetherium het huidvlies had waarmee de huidige vliegende katten kunnen glijden, maar zijn lichamelijke duiden aan suggereren dat dit mogelijk wel het geval was.